# Anthophora balneorum
Anthophora balneorum ist eine Biene aus der Familie der Apidae.

## Merkmale
Die Bienen haben eine Körperlänge von 12 bis 14 Millimeter. Das Gesicht ist bei den Weibchen schwarz und vereinzelt braun behaart. Der Rücken des Thorax und Teile des ersten Tergits sind rotbraun behaart. Ansonsten sind der Thorax und die ersten drei Tergite schwarz, das vierte bis sechste Tergit mehr oder weniger weiß behaart. Die Schienenbürste (Scopa) ist schwarz. Die Wange ist so lang wie das dritte Fühlerglied in der Mitte breit ist. Bei den Männchen hat das Gesicht eine weiße Zeichnung. Der Thorax ist dorsal wie die ersten beiden Tergite rotbraun behaart, die Tergite drei bis sieben sind weißlich behaart, wobei die Behaarung vorne mit dunklen Haaren vermischt ist. Die Tarsen am mittleren Beinpaar sind kurz weißlich behaart. Die Wangen sind wie auch bei den Weibchen so lang wie das dritte Fühlerglied mittig breit ist. Am siebten Tergit befindet sich eine Pygidialplatte.

## Vorkommen und Lebensweise
Die Art ist vom westlichen Mittelmeergebiet bis nach Italien und ins Aostatal verbreitet. Sie fliegt von Mitte Mai bis Anfang August. Die Weibchen legen ihre Nester im Erdboden an. Pollen wird ausschließlich an Natternköpfen (Echium) gesammelt. Kuckucksbienen der Art sind unbekannt.

## Belege
Felix Amiet, M. Herrmann, A. Müller, R. Neumeyer: Fauna Helvetica 20: Apidae 5. Centre Suisse de Cartographie de la Faune, 2007, ISBN 978-2-88414-032-4.